# Pantacordis pales
Pantacordis pales är en fjärilsart som beskrevs av Lancelot A. Gozmany 1954. Pantacordis pales ingår i släktet Pantacordis och familjen Symmocidae. Inga underarter finns listade i Catalogue of Life.